# Biblioteka Edukacji Dorosłych
Biblioteka Edukacji Dorosłych – seria publikacji wydawana przez Akademickie Towarzystwo Andragogiczne.
Redaktorem Biblioteki Edukacji Dorosłych od 1993 do 2008 roku była Profesor dr hab. Eugenia Anna Wesołowska. Funkcję tę wykonywała społecznie.

## Historia
Rok 2009 zamknięto liczbą 41 tomów dwojakiego rodzaju: 
- materiały z kolejnych konferencji organizowanych przez Akademickie Towarzystwo Andragogiczne oraz prace zbiorowe;
- indywidualne pozycje autorskie, przedstawiające aktualne problemy teorii i praktyki edukacji dorosłych.

Seria ta została powołana przez Akademickie Towarzystwo Andragogiczne, a sponsorowana (początkowo), dzięki dotacjom Niemieckiego Związku Uniwersytetów Powszechnych (Ludowych) i osobistej aktywności i życzliwości Dyrektora Przedstawicielstwa DVV w Polsce N.B.F. Gregera. 

## Rada Naukowa
W 2008 roku Zarząd ATA powołał Radę Naukową serii BED w następującym składzie:
- Tadeusz Aleksander,
- Elżbieta Dubas,
- Alicja Kargulowa,
- Józef Półturzycki,
- Eleonora Sapia-Drewniak,
- Ewa Skibińska,
- Ewa Solarczyk-Ambrozik,
- Anna E. Wesołowska.

Redaktorką serii została:
- Agnieszka Stopińska-Pająk.

## Pierwsze tomy
1. Pierwszy tom "Profesjonalizacja akademickiego kształcenia andragogicznego" - zawiera materiały - referaty, komunikaty, dyskusje - z polsko-niemieckiego seminarium w Łodzi w dniach 25-28 sierpnia 1993 roku, zorganizowanego przez N.B.F. Gregera -odpowiadające treściowo tytułowi publikacji.
2. Tom drugi "Uniwersytety powszechne (ludowe) w Republice Federalnej Niemiec" -przygotowane pod redakcją i przy współautorstwie N.B.F. Gregera i innych działaczy DVV, udostępnia po raz pierwszy polskim czytelnikom doświadczenia niemieckich andragogów.
3. Tom trzeci: "Edukacja dorosłych w dobie przemian" zawiera wystąpienia na międzynarodowej konferencji w Toruniu w dniach 19-20 września 1993 roku.
4. Tom czwarty: "Akademickie programy kształcenia andragogicznego" - jest pokłosiem II Ogólnopolskiej Konferencji Andragogicznej w Toruniu 25-26 kwietnia 1994 r., która była poświęcona prezentacji i analizie treści kształcenia andragogicznego w polskich uniwersytetach, wyższych szkołach pedagogicznych i innych uczelniach wyższych.
5. Tom piąty: "Szkoły wyższe a edukacja dorosłych" jest wynikiem współdziałania i wymiany doświadczeń dwu uniwersyteckich towarzystw andragogicznych sąsiadujących ze sobą krajów: Akademickiego Towarzystwa Andragogicznego z Polski i Uniwersyteckiej Oświaty Dorosłych AUE (Arbeitskreis Uniwersitäre Erwachsenenbildung e. V) z Republiki Federalnej Niemiec. Spotkanie organizacyjne połączone z naukowym seminarium odbyło się w Warszawie - Miedzeszynie 27-31 maja 1994 roku i materiały z seminarium są treścią tego tomu.
6. Tom szósty serii, zamykający 1994 r. miał charakter autorski – dotyczył Komputerów i hipermediów w procesie edukacji dorosłych, by przybliżyć praktyce andragogicznej nowoczesne technologie.

## Seria
W serii dotychczas ukazały się:
Spis serii Biblioteki Edukacji Dorosłych